# Kloster Torigny
Das Kloster Torigny ist eine ehemalige Zisterzienserabtei in Frankreich. Es lag in der Gemeinde Torigni-sur-Vire im Département Manche, Region Normandie, rund 14 km südöstlich von Saint-Lô. 

## Geschichte
Das Kloster wurde im Jahr 1307 (oder 1308) von dem Archidiakon und königlichen Leibarzt Robert Le Fèvre gestiftet und ist damit eines der spätesten mittelalterlichen Zisterzienserklöster in Frankreich. Mutterkloster war Kloster Aulnay aus der Filiation von Kloster Savigny und damit der Primarabtei Clairvaux, Gründungsabt war Jean de la Boulaye. 1630 wurde in Torigni von dem Nonnenkloster Villers-Canivet ein Zisterziensernonnenkloster errichtet.

## Bauten und Anlage
Von dem Mönchskloster haben sich keine Überreste erhalten. Ein Portal der Kapelle der Nonnen steht noch auf dem Friedhof.